# 紅石斛
紅石斛（学名：Dendrobium goldschmidtianum）为蘭科石斛屬下的一个种。

## 扩展阅读
- 维基共享资源上的相關多媒體資源：紅石斛
- 維基物種上的相關：紅石斛